# Rosario Castellanos
Rosario Castellanos (Mexikóváros, 1925. május 25. – Tel-Aviv, 1974. augusztus 7.) mexikói írónő és költő.
Az 1950-es generáció költőivel és íróival együtt az elmúlt évszázad legfontosabb irodalmi alakjainak egyike. Egész életében szóvá tette a nők háttérbe szorultságát a kulturális életben. Művei mind elméletben, mind gyakorlatban befolyásolták a feminizmust, és hatással voltak a gender studies fejlődésére is. Bár fiatalon elhunyt, a mexikói irodalmi életben máig vitatott személyiség. Halálát áramütés okozta.